# Луїс Фредерік Вікгем

Луїс Фредерік Вікгем

Луїс Фредерік Вікгем (фр. Louis Frédéric Wickham; 28 лютого 1861, Париж — 14 жовтня 1913, Ле-Меній-ле-Руа) — французький лікар і патолог, відомий за опис сітки Вікгема. Вивчав медицину в Парижі, здобув докторський ступінь 1890 року. Вивчав дерматологію в Шпиталі святого Люїса в Парижі, а відтак 1897 року почав працювати лікарем у Шпиталі святого Лазаря. З 1905 року працював над дослідженням Радію. 
У своїх працях зачіпав лікування анґіом, келоїдів, раку шкіри та інших дерматозів, також вивчав вплив Радію в разі канцероматозу внутрішніх органів. 1888 року одержав завдання  описати методи вивчення дерматології в Англії. Розробив багатолезовий ніж для надрізного лікування вовчака звичайного.